# Aquilegia kozakii
Aquilegia kozakii là một loài thực vật có hoa trong họ Mao lương. Loài này được Masam. mô tả khoa học đầu tiên năm 1932.